# بزرگراه شهید چراغی
بزرگراه شهید رضا چراغی با نام پیشین بزرگراه جوانه و با شماره بزرگراه ۲۸ یکی از بزرگراه‌های تهران است که جهت شرقی-غربی دارد. این بزرگراه که در جنوب غربی تهران واقع شده، از تقاطع با بزرگراه‌های نواب و یارجانی آغاز شده و به میدان زمزم در تقاطع با بزرگراه‌های سعیدی و کاظمی منتهی می‌شود.

## تقاطع‌ها
| از شرق به غرب             | از شرق به غرب                | از شرق به غرب |
| ------------------------- | ---------------------------- | ------------- |
|                           | بزرگراه نواب بزرگراه یارجانی |               |
| ایستگاه متروی زمزم        |                              |               |
|                           | خیابان زمزم                  |               |
|                           | بوستان ولایت                 |               |
| دوربرگردان                |                              |               |
| ایستگاه متروی شهرک شریعتی |                              |               |
|                           | خیابان مهران                 |               |
|                           | خیابان زلفی                  |               |
| دوربرگردان                |                              |               |
| ایستگاه متروی عبدل آباد   |                              |               |
| میدان زمزم                | بزرگراه سعیدی بزرگراه کاظمی  |               |
| از غرب به شرق             |                              |               |